# Cherry Hill Rookies
I Cherry Hill Rookies sono stati una franchigia di pallacanestro della EBA, con sede a Cherry Hill, nel New Jersey, attivi tra il 1973 e il 1975.
Hanno disputato due stagioni nella EBA senza mai qualificarsi per i play-off. Sono scomparsi dopo la stagione 1974-75.

## Stagioni
| Stagione | Lega | Denominazione       | V | P  | %    | Piazzamento | Play-off |
| -------- | ---- | ------------------- | - | -- | ---- | ----------- | -------- |
| 1973-74  | EBA  | Cherry Hill Rookies | 5 | 22 | 18,5 | 4º          | -        |
| 1974-75  | EBA  | Cherry Hill Rookies | 9 | 17 | 34,6 | 4º          | -        |